# Grażyna Kowina
Grażyna Janina Kowina-Świderek (ur. 6 maja 1962 w Olkuszu) – polska lekkoatletka, specjalistka biegów średnio- i długodystansowych, wielokrotna mistrzyni Polski.

## Kariera
Reprezentowała Polskę na mistrzostwach świata w biegach przełajowych w 1987 (80. miejsce), 1988 (100. miejsce), na mistrzostwach świata w biegu ulicznym na 15 km w 1988 (nie ukończyła) oraz w finale A Pucharu Europy w 1989 w Gateshead, gdzie zajęła 5. miejsce w biegu na 3000 metrów.
Była mistrzynią Polski w biegu na 800 metrów w 1986, w biegu na 3000 metrów w 1988, 1990 i 1991, w biegu na 5000 metrów w 1990 oraz w biegu przełajowym (na krótkim dystansie) w 1991, wicemistrzynią w biegu na 1500 metrów i w biegu przełajowym w 1988, w biegu na 3000 metrów w 1989 oraz w biegu na 10 000 metrów w 1990, a także brązową medalistką na 800 metrów w 1984 oraz na 1500 metrów w 1985, 1987 i 1989. W halowych mistrzostwach Polski zwyciężała w biegu na 800 metrów w 1996 i w biegu na 1500 metrów w 1987, zdobywała srebrne medale na 800 metrów w 1984 i 1987 oraz na 1500 metrów w 1985, a w 1982 zdobyła brązowy medal na 800 metrów.
Była zawodniczką klubu Kłos Olkusz.
Rekordy życiowe::
| Konkurencja           | Data i miejsce                         | Wynik    |
| --------------------- | -------------------------------------- | -------- |
| bieg na 400 metrów    | 1 sierpnia 1986, Spała                 | 54,77    |
| bieg na 800 metrów    | 17 czerwca 1986, Warszawa              | 2:01,36  |
| bieg na 1000 metrów   | 18 lipca 1988, Stargard Szczeciński    | 2:43,80  |
| bieg na 1500 metrów   | 23 sierpnia 1987, Zabrze               | 4:12,86  |
| bieg na 3000 metrów   | 5 sierpnia 1989, Gateshead             | 9:05,75  |
| bieg na 5000 metrów   | 16 września 1989, Stargard Szczeciński | 16:00,98 |
| bieg na 10 000 metrów | 18 sierpnia 1990, Sopot                | 33:03,20 |
| półmaraton            | 4 kwietnia 1993, Berlin                | 1:13:19  |
| maraton               | 24 stycznia 1993, Houston              | 2:34:58  |

Była radną miasta Bukowno oraz trenerem UKS Kusy Bukowno.